# Большой храм (Петра)

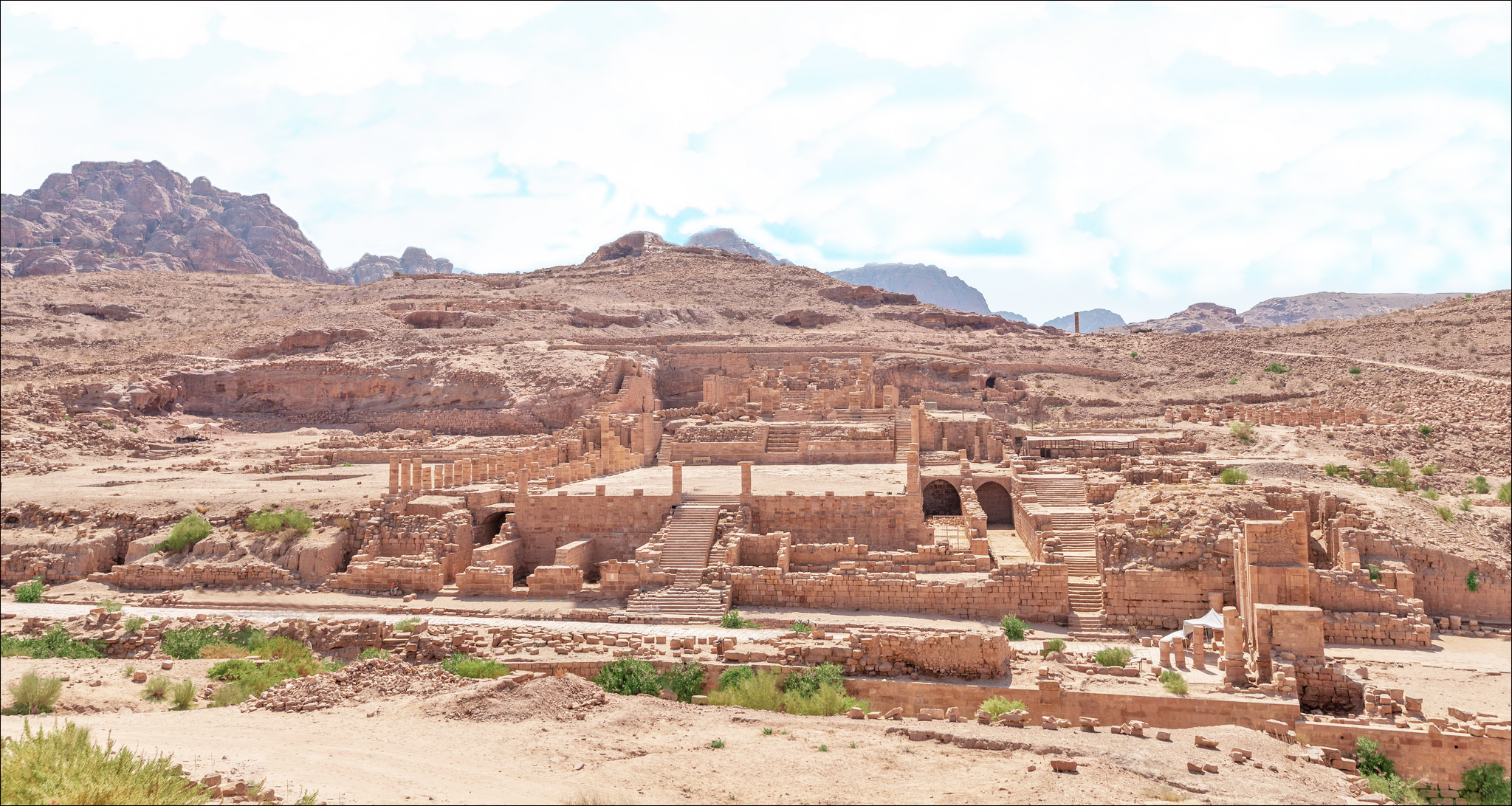
Большой храм Петры

Большо́й храм в Петре — условное название грандиозного монументального комплекса, расположенного к югу от улицы с колоннадой в Петре. Он занимает площадь примерно в 7 560 м². Комплекс был, вероятно, достроен в начале I века нашей эры, при правлении набатейского царя Ареты IV Филопатриса, о чём свидетельствуют его архитектурные и скульптурные детали.
Большой храм занимал центральное место в древней Петре: с его руин открывается вид Сик на юго-востоке, храм Каср эль-Бинт на западе и нижний рынок и бассейн Петры на востоке. Неясно, был ли комплекс религиозным или административным зданием, и, если он действительно был религиозным, как именно он функционировал или какому божеству он был посвящён.

## История исследований
В 1890-х годах руины были поверхностно исследованы немецкими археологами Р. Э. Брунновым и А. фон Домашевским. Затем Петру исследовал Вальтер Бахман, который служил в отделе снабжения германо-турецкой армии, и был первым учёным, который идентифицировал памятник его нынешнем названием в своём плане города Петры 1921 года, который значительно отличался от прежних планов Петры. Марта Шарп-Жуковски из Брауновского университета начала здесь археологические раскопки в 1993 году, и исследования её группы позволили получить массу научных интерпретаций.

## Архитектура

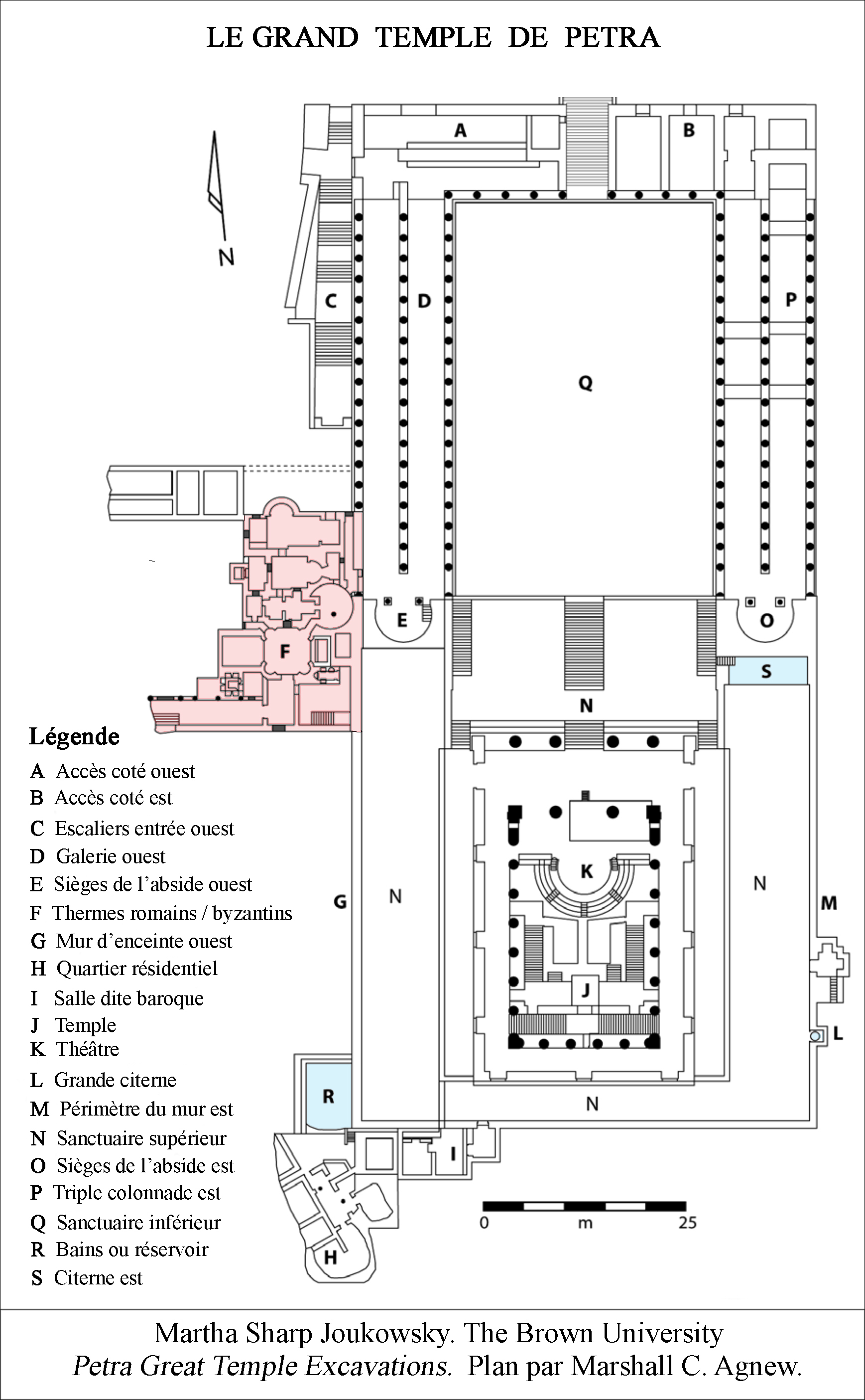
План Большого храма

Большой храм представляет собой прямоугольный комплекс, вытянутый по оси с северо-востока на юго-запад.
С улицы с колоннадой в комплекс вела лестница, поднимающаяся на 8 м вверх и имеющая ширину около 17 м в пропилеях. Эта монументальная лестница подвергалась изменениям как сразу после постройки Большого храма, так и во время строительства улицы с колоннадой около 76 года нашей эры. Пропилеи и улица находятся на расстоянии около 8 метров под нижним теменосом, который в свою очередь находится на расстоянии 6 метров под верхним теменосом и основной частью храма. Собственно «храм» находится непосредственно к югу от верхнего теменоса.
Две экседры (полукруглые ниши со скамейками) расположены к востоку и западу от монументальной лестницы, соединяющей нижний и верхний теменос. Сам храм был построен с четырьмя фронтальными колоннами, оштукатуренными в красном, жёлтом и белом цветах, резко контрастируя с окружающей средой из песчаника, и предпожожительно возвышался над ближайшей окрестностью на 20 метров. Такая высота сопоставима с нынешними 23 метрами храма Каср эль-Бинт, но не столь внушительна, как высота Эль-Хазне («сокровищница фараона»), чей фасад возвышается на 39 метров. Внутри храма за верхним теменосом доминирует подобное театру сооружение (театрон) на 600 мест, где сохранились следы богатой отделки в виде сусального золота и цветной лепнины.
Управление водными ресурсами также играет значительную роль в архитектуре Большого храма, о чём свидетельствуют найденные две большие цистерны объемом 59 м³ и 327 м³ (примерно 59 000 и 327 000 литров соответственно). Цистерны были связаны с подземной канализационной системой, которая проходит по всей длине храма и затем соединяется с общегородской системой распределения воды. Эти каналы затем могли вести к Каср эль-Бинту и Вади-Сиягу.

## Важные находки

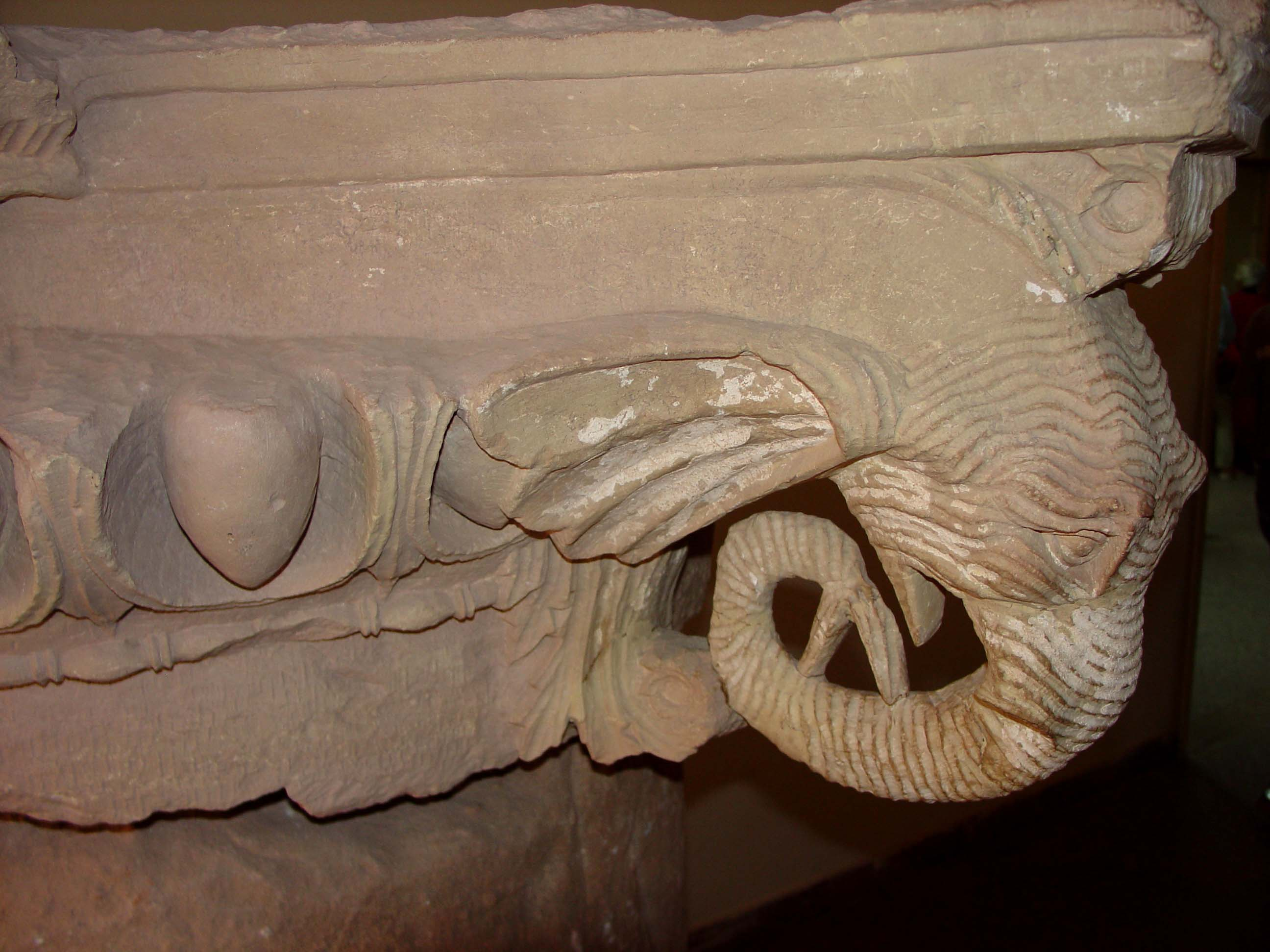
Капитель с головой слона

Ещё до систематических раскопок вокруг участка Большого храма были разбросаны резные архитектурные фрагменты (обломки, образовавшиеся в результате землетрясений).
Среди наиболее впечатляющих находок, обнаруженных в ходе раскопок, выделяются две преимущественно неповрежденные капители с четырьмя головами слонов вместо волют ионического ордера. Они были обнаружены вблизи нижнего теменоса в 2000 году, всего было найдено 328 фрагментированных элементов головы слона. Помимо капителей, археологи обнаружили восемь известняковых рельефных панелей с изображением мужских и женских бюстов, предположительно идентифицированных с Аполлоном/Аресом, Афродитой/амазонкой, Тюхе/Фортуной и другими мифологическими персонажами.
Другие находки включали в себя лампы, монеты, римское стекло, керамические статуэтки и сосуды, капители с коринфскими акантами и цветочными фризами. Эти артефакты указывают на середину или конец I века до н. э. как время строительства Большого храма.
Набатейская расписная керамика, раскрашенная штукатурка с надписями, а также бронзовая табличка были найдены в верхнем теменосе. К юго-востоку от верхнего теменоса была обнаружена культовая или вотивная фигура, вырезанная в барельефе, изображённая как держащая меч или кинжал и скрытая стенкой из ясеня по периметру. Эта фигура позволяет предположить, что комплекс, условно известный как Большой храм, возможно, на самом деле использовался в качестве места поклонения.

## Интерпретации
В центре дискуссии о Большом храме находится вопрос о том, верен ли постулат Бахмана о функции сооружения как храма. Шарп-Жуковски утверждала, что из-за наличия театрального сооружения вместо канонической целлы (внутренней части традиционного греческого или римского храма), здание не могло быть переориентировано так, чтобы служить религиозным пространством.
Шарп-Жуковски приводила аргумент, что собственно храм сопоставим с тем, что Артур Сигал описывал как «ритуальные театры», определяющей характеристикой которых является панорама на природную или рукотворную достопримечательность. Поскольку в ходе раскопок было доказано, что кавея театра (сидячие места для зрителей) появилась раньше сцены и существовала в течение некоторого времени без неё, позволяя зрителям смотреть на Вади-Мусу, определение Сигала может быть применимо и к Большому храму Петры.
Как и в случае с другими религиозными сооружениями в Петре, неясно, какому божеству, если таковое вообще существовало, поклонялись бы набатейцы в Большом храме. Вотивные фигуры, подобные меченосцу, найденному в самом южном проходе, распространены и в других местах Петры и, возможно, были оставлены каменотёсами, просящими божеств благословить их работу или сообщающими о своём раскаянии в изменении естественных скальных образований. Аниконические декорации позволяют предположить, что главное божество набатеев Душара или богиня Аль-Узза могли почитаться в этом комплексе.
Некоторые исследователи выделяют гражданские функции Большого храма со ссылкой на стандартные греко-римские пространства, такие как булевтерий (административное здание для заседаний совета) и комиций (римское место для политических собраний). Интерпретация Большого храма как административного центра, возможно, подтверждается несколькими ссылками на буле или совет в дошедших до нынешнего времени папирусах с конца I по начало II века н. э. из архива Бабаты. Бабата была еврейской женщиной, чьи письма многое прояснили о Набатее и римской провинции Аравия, большинство из них относились к сделкам и вопросам по владению имуществом. Ещё одна находка, которая поддерживает эту теорию, — это римская имперская надпись на латыни, обнаруженная в западной части Большого храма. Точно так же датированная II веком, он называет императора того времени по имени и титулатуре.